# Piletocera penicillalis
Piletocera penicillalis is een vlinder van de familie van de grasmotten (Crambidae). De wetenschappelijke naam van deze soort is voor het eerst voorgesteld als Endotricha penicillalis door Hugo Theodor Christoph in een publicatie uit 1881.
De soort komt voor in het Russische Verre Oosten en is voor het eerst ontdekt op het eiland Askold.